# Sandu Ciorbă
Alexandru Ciorbă, cunoscut sub numele de Sandu Ciorbă, (n. 30 decembrie 1968, Cluj, România) este un cântăreț de etnie romă din Cluj-Napoca, România, care interpretează muzică tradițională romă. 
În 2013 a devenit în mod surprinzător o celebritate YouTube în Polonia. Acesta a adunat milioane de vizualizări din această țară deoarece spectatorii polonezi au fost atrași de videoclipurile sale muzicale descrise drept o parodie a stilului muzical manele. În unele videoclipuri, 90% din comentarii sunt în limba poloneză. Acest fenomen este rezumat printr-un comentariu (în poloneză) postat sub hitul său Dalibomba: „Este un rahat, dar îl urmăresc pentru a cincea oară”. (La data de 2019, "Dalibomba" are 46 de milioane de vizualizări) Titlul hitului a fost tradus fonetic rapid în poloneză drept Wielka dzika bomba („Bombă sălbatică uriașă”), o potrivire perfectă pentru conținutul hitului. În 2015, presa română a comentat pe larg faptul că Huffington Post Marea Britanie a nominalizat în mod ironic hitul lui Ciorbă „Pe cimpoi” (La data de 2019 avand 52 milioane de vizualizări in Ianuarie 2024 ) ca „cel mai ciudat video de pe internet”. Melodia „Pe cimpoi” se bazează pe melodiile din folclorul transilvănean. 
Aceste cântece în stil parodistic sunt doar o parte din lucrările lui Ciorbă. În special, colaborează cu cântărețul de manele Nicolae Guță. 
 Sandu Ciorbă colaborează cu studioul de muzică Viper Production dedicat muzicii Romani.

## Discografie
- 2007: Fără adversari Vol.2 (cu Nicolae Guță), Viper Productions, iTunes [8]
- 2008: Fără adversari Vol.3 (cu Nicolae Guță), Viper Productions, iTunes [9]
- 2012: Fără adversari Vol.4 (cu Nicolae Guță), Viper Productions, iTunes [10]
- 2015: King of Gipsy Music, Viper Productions, iTunes [11]
- 2017: Fără adversari Vol.5 (cu Nicolae Guță), Viper Productions, iTunes [12]

Unele piese ale lui Sandu Ciorbă au fost incluse în diferite colecții de muzică romă ale Viper Productions.

## Filmografie
Piesele lui Sandu Ciorbă au apărut mai multe filme. 
- 2013 Filmul american-român Charlie Countryman [13]
- 2009 Filmul francez Korkoro despre vremurile din Porajmos („Holocaustul țigănesc”), [14]
- 2006 Filmul francez Transilvania. [15]